# Arányi Jenő
Arányi Jenő (Nemesmilitics, 1883. március 12. – Szabadka, 1944.) magyar író, újságíró.

## Életútja
Középiskoláit Szabadkán végezte, és jogi egyetemet. Ezután ugyanitt tisztviselő volt. Versei, novellái, cikkei és tárcái jelentek meg az újvidéki Vajdaság és a szabadkai Vándorút című lapokban. Aratás című elbeszélése a 19. század végi vajdasági aratósztrájkokról szól, az A szentendrei bíró (Szabadka, 1933) című regénye pedig a magyarok és a szerbek közös törökellenes küzdelmeiről szól. A párkák fonala című regénye először folytatásokban jelent meg a Hétről hétre című lapban 1934-ben. 1937-ben alapította a Jugoszláviai Magyar Írás című irodalom és kritikai folyóiratot, melyből csupán két szám jelent meg. 1929 és 1941 között "Balázs bácsi" név alatt szerkesztette a Napló Habostorta című gyermekrovatát. Egyéb ismertebb munkája: Ilyeneket álmodunk (elbeszélések, Szabadka, 1923).